# Jessica Mitford
Jessica Lucy Freeman-Mitford (Asthall, 11 settembre 1917 – Oakland, 22 luglio 1996) è stata una scrittrice, giornalista e attivista britannica, membro della omonima famiglia aristocratica anglosassone.

## Biografia
Nata ad Asthall Manor, nell'Oxfordshire, Jessica era la sesta di sette figli di David Freeman-Mitford, II barone Redesdale, e di sua moglie, Sydney Bowles, figlia del politico ed editore Thomas Bowles.
Le sue sorelle Unity e Diana erano membri ben noti della British Union of Fascists e alla fine diventarono membri della stretta cerchia di Adolf Hitler.
Jessica (sempre conosciuta come Decca), rinunciò alla sua cultura privilegiata in tenera età e aderì allo stalinismo. Era conosciuta come la "pecora rossa" della famiglia.

### Primo matrimonio

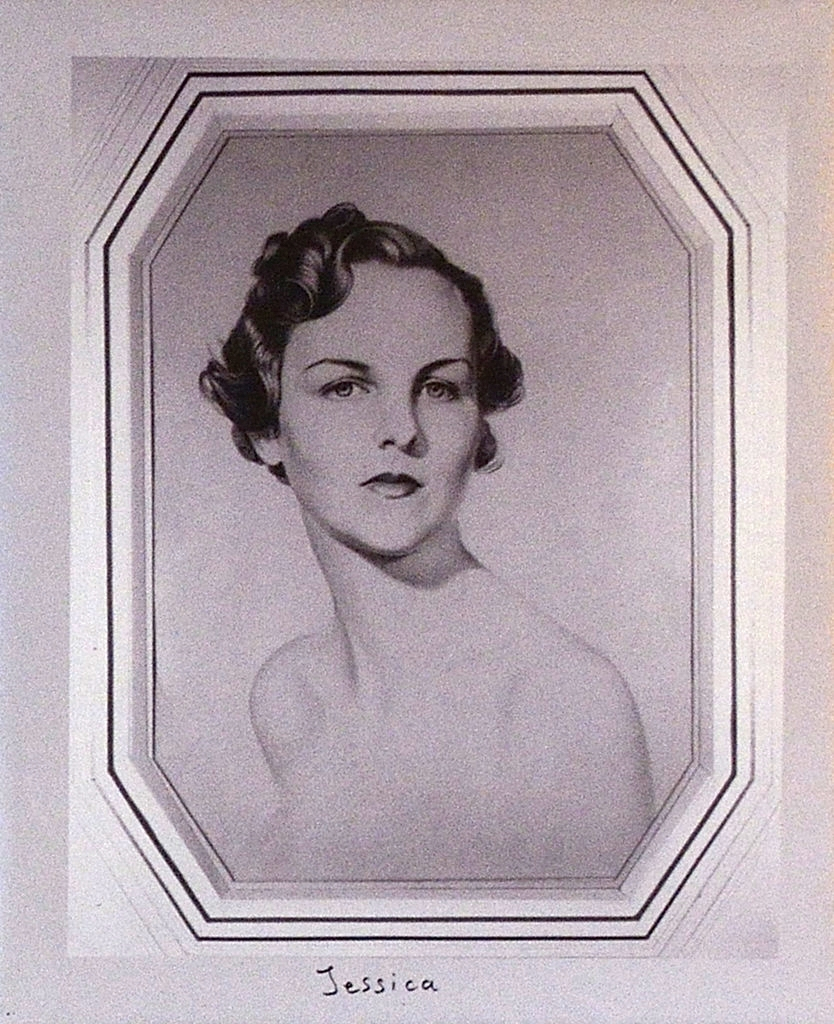
Ritratto di Jessica Mitford del 1937

All'età di 19 anni, Jessica conobbe suo cugino di secondo grado, Esmond Romilly di appena un anno più grande di lei e con un background simile al suo. Anch’egli di nobili origini e di famiglia conservatrice (sua zia Clementine era  la moglie di Winston Churchill) nell’estate del 1932 aveva annunciato alla famiglia di aver abbracciato le teorie bolsceviche (per poi passare al socialismo democratico) e allo scoppio della guerra civile spagnola si era arruolato nelle Brigate internazionali contro Francisco Franco. Si trovava infatti in Inghilterra per riprendersi dalla dissenteria contratta difendendo Madrid durante la guerra civile spagnola.. I cugini si innamorarono immediatamente e decisero di fuggire in Spagna, dove Romilly iniziò a lavorare come reporter per il News Chronicle. Dopo alcune difficoltà causate dall'opposizione dei loro parenti, si sposarono con rito civile il 18 maggio 1937. Difficoltà economiche e lo stato avanzato di gravidanza di Jessica, convinsero la coppia a tornare in Inghilterra. Si trasferirono a Londra e vissero nell'East End, in una casa messa a  disposizione da un amico. Il 20 dicembre 1937 Jessica diede alla luce una figlia, Julia Decca Romilly che morì il maggio successivo durante un'epidemia di morbillo. Jessica parlerà in seguito raramente di Julia che non viene citata per nome nemmeno nella sua autobiografia del 1960 Hons and Rebels (Figlie e ribelli).
Nel 1939, Romilly e Jessica emigrarono negli Stati Uniti, dove cambiarono spesso città, svolgendo i lavori più disparati, perennemente a corto di soldi. 
All'inizio della seconda guerra mondiale, Romilly si arruolò nella Royal Canadian Air Force; Jessica viveva allora a Washington e pensava di unirsi a lui una volta che fosse stato inviato in Inghilterra. Mentre viveva a Washington diede alla luce un'altra figlia, Constancia Romilly il 9 febbraio 1941. Il marito venne dato per disperso il 30 novembre 1941, di ritorno da un bombardamento sulla Germania nazista.

### Secondo matrimonio
Sei mesi dopo la morte del marito Jessica lasciò il lavoro part time per la RAF e iniziò a lavorare per un'agenzia governativa: l'Office Price Administratio (OPA). Qui conobbe l'avvocato statunitense per i diritti civili Robert Treuhaft che sposò nel 1943, diventando cittadina statunitense nel 1944..
La coppia ebbe due figli: Nicholas (1944-1955) e Benjamin (nato nel 1947).

## Impegno politico e carriera

### Stalinismo e politica di sinistra
Nel 1943 Mitford e Treuhaft iniziarono a militare attivamente nel partito comunista. Nel 1947 la famiglia si trasferì a Oakland, California e nei primi anni 50, Mitford lavorò come segretaria esecutiva della sezione locale del Civil Rights Congress. Grazie a questo impiego e al lavoro del marito, si trovò coinvolta in numerose campagne per i diritti civili, tra cui il fallito tentativo di fermare l’esecuzione di Willie McGee, un afroamericano accusato di aver stuprato una donna bianca. In quanto membri del partito comunista, nel 1953 -nel culmine del maccartismo e della paura rossa- vennero chiamati a testimoniare di fronte alla Commissione per le attività antiamericane. Entrambi rifiutarono di fare nomi e di testimoniare sulla loro partecipazione alle organizzazioni comuniste..
Né le rivelazioni dei crimini di Joseph Stalin contro l'umanità del rapporto segreto di Nikita Kruscev del 1956 né l’invasione dell’Ungheria da parte dell’armata rossa nello stesso anno, spinsero i coniugi Treuhaft a lasciare il partito comunista americano. Lo fecero entrambi tuttavia nel 1958, ormai convinti che l’organizzazione fosse ormai sotto l’influenza dell’URSS e avesse perso ogni contatto con la base: l’appartenenza al partito era quindi “inutile” per perseguire i loro ideali di antifascismo, democrazia, pace e socialismo.

### Giornalismo investigativo
Nel maggio 1961 si recò a Montgomery, in Alabama, mentre lavorava a un articolo sugli atteggiamenti del Sud per Esquire. Mentre era lì, lei e un amico andarono incontro all'arrivo dei Freedom Riders e presero parte in una rissa quando una folla guidata dal Ku Klux Klan attaccò gli attivisti per i diritti civili. Dopo la sommossa, Jessica procedette a una manifestazione guidata da Martin Luther King Jr.. La chiesa in cui fu tenuto questo fu anche attaccata dal Klan, e Jessica e il gruppo passarono la notte barricandosi dentro fino a che l'assedio fu terminato con l'arrivo della Guardia Nazionale dell'Alabama.
Attraverso il suo lavoro con sindacati e organizzazioni benefiche, Treuhaft si interessò all'industria funeraria e persuase Jessica a scrivere un articolo sull'argomento. Anche se l'articolo "Saint Peter Don't You Call Me" pubblicato sulla rivista Frontier, non è stato ampiamente divulgato, ha attirato molta attenzione quando Jessica è apparso in una trasmissione televisiva locale con due rappresentanti del settore. Convinta dell'interesse pubblico, scrisse The American Way of Death, che fu pubblicato nel 1963. Nel libro criticò aspramente l'industria per aver usato pratiche commerciali senza scrupoli per approfittarsi delle famiglie in lutto. Il libro divenne un importante bestseller e condusse a udienze del Congresso sull'industria funeraria. Il libro è stato una delle fonti d'ispirazione per il film del regista Tony Richardson del 1965, The Loved One, sottotitolato in modo significativo "An Anglo-American Tragedy".
Dopo The American Way of Death, Jessica ha continuato con il suo giornalismo investigativo. Nel 1970 pubblicò un articolo sull'Atlantic Monthly, "Let Us Now Appraise Famous Writers", un'esposizione della Famous Writers School. Ha pubblicato The Trial of Dr. Spock, the Rev. William Sloane Coffin, Jr., Michael Ferber, Mitchell Goodman and Marcus Raskin, seguito da una dura critica al sistema carcerario americano intitolato Kind and Usual Punishment: The Prison Business (1973), un'allusione alla frase "punizione crudele e insolita".
Jessica è stata un'illustre professoressa per il semestre autunnale del 1973 presso la San José State University, dove tenne un corso chiamato "The American Way" che ha coperto lo scandalo Watergate e l'era McCarthy.

### Ultimi anni
Nel 1960 pubblicò il suo primo libro Hons and Rebels (Figlie e ribelli), un libro di memorie sulla sua gioventù nella famiglia Mitford.
Il secondo memoriale di Jessica, A Fine Old Conflict (1977), descrive comicamente le sue esperienze di adesione e al fine di lasciare il Partito Comunista.
Oltre alla scrittura e all'attivismo, Jessica ha provato a comporre musica come cantante per "Decca and the Dectones". Ha registrato due brevi album: uno che contiene la sua interpretazione di "Maxwell's Silver Hammer" e di "Grace Darling", e l'altro, due duetti con l'amica e poetessa Maya Angelou. Il suo ultimo lavoro è stato un aggiornamento intitolato The American Way of Death Revisited.
Jessica morì di cancro ai polmoni, all'età di 78 anni. In linea con i suoi desideri, ebbe un funerale economico, che costò $ 533,31 - fu cremata senza una cerimonia, le sue ceneri sparse in mare e la stessa cremazione costò $ 475.

## Ascendenza
|                                              |                      |                                 | Genitori                                   |  |  | Nonni |  |  | Bisnonni              |  |  | Trisnonni     |  |
|                                              |                      |                                 |                                            |  |  |       |  |  | Henry Reveley Mitford |  |  | Henry Mitford |  |
|                                              |                      |                                 |                                            |  |  |       |  |  | Henry Reveley Mitford |  |  | Henry Mitford |  |
|                                              |                      | Mary Anstruther                 |                                            |  |  |       |  |  | Henry Reveley Mitford |  |  |               |  |
| Algernon Freeman-Mitford, I barone Redesdale |                      |                                 |                                            |  |  |       |  |  | Henry Reveley Mitford |  |  |               |  |
|                                              |                      | Georgiana Ashburnham            | George Ashburnham, III conte di Ashburnham |  |  |       |  |  |                       |  |  |               |  |
|                                              |                      | Georgiana Ashburnham            | George Ashburnham, III conte di Ashburnham |  |  |       |  |  |                       |  |  |               |  |
|                                              |                      | Georgiana Ashburnham            | Charlotte Percy                            |  |  |       |  |  |                       |  |  |               |  |
| David Freeman-Mitford, II barone Redesdale   |                      | Georgiana Ashburnham            |                                            |  |  |       |  |  |                       |  |  |               |  |
|                                              |                      | David Ogilvy, X conte di Airlie | David Ogilvy, IX conte di Airlie           |  |  |       |  |  |                       |  |  |               |  |
|                                              |                      | David Ogilvy, X conte di Airlie | David Ogilvy, IX conte di Airlie           |  |  |       |  |  |                       |  |  |               |  |
|                                              |                      | David Ogilvy, X conte di Airlie | Clementina Drummond                        |  |  |       |  |  |                       |  |  |               |  |
| Clementina Ogilvy                            |                      | David Ogilvy, X conte di Airlie |                                            |  |  |       |  |  |                       |  |  |               |  |
|                                              |                      | Henrietta Stanley               | Edward Stanley, II barone di Alderley      |  |  |       |  |  |                       |  |  |               |  |
|                                              |                      | Henrietta Stanley               | Edward Stanley, II barone di Alderley      |  |  |       |  |  |                       |  |  |               |  |
|                                              |                      | Henrietta Stanley               | Henrietta Maria Dillon-Lee                 |  |  |       |  |  |                       |  |  |               |  |
| Jessica Freeman-Mitford                      |                      | Henrietta Stanley               |                                            |  |  |       |  |  |                       |  |  |               |  |
|                                              | Thomas Milner Gibson | Thomas Gibson                   |                                            |  |  |       |  |  |                       |  |  |               |  |
|                                              | Thomas Milner Gibson | Thomas Gibson                   |                                            |  |  |       |  |  |                       |  |  |               |  |
|                                              | Thomas Milner Gibson | Isabella Glover                 |                                            |  |  |       |  |  |                       |  |  |               |  |
| Thomas Gibson Bowles                         | Thomas Milner Gibson |                                 |                                            |  |  |       |  |  |                       |  |  |               |  |
|                                              |                      | Susannah Bowles                 | William Bowles                             |  |  |       |  |  |                       |  |  |               |  |
|                                              |                      | Susannah Bowles                 | William Bowles                             |  |  |       |  |  |                       |  |  |               |  |
|                                              |                      | Susannah Bowles                 | Mary Ann Dawes                             |  |  |       |  |  |                       |  |  |               |  |
| Sydney Bowles                                |                      | Susannah Bowles                 |                                            |  |  |       |  |  |                       |  |  |               |  |
|                                              |                      | Charles Evans-Gordon            | George Evans-Gordon                        |  |  |       |  |  |                       |  |  |               |  |
|                                              |                      | Charles Evans-Gordon            | George Evans-Gordon                        |  |  |       |  |  |                       |  |  |               |  |
|                                              |                      | Charles Evans-Gordon            | Frances Spalding                           |  |  |       |  |  |                       |  |  |               |  |
| Jessica Evans-Gordon                         |                      | Charles Evans-Gordon            |                                            |  |  |       |  |  |                       |  |  |               |  |
|                                              |                      | Catherine Rose                  | Alexander Rose                             |  |  |       |  |  |                       |  |  |               |  |
|                                              |                      | Catherine Rose                  | Alexander Rose                             |  |  |       |  |  |                       |  |  |               |  |
|                                              |                      | Catherine Rose                  | Janet McIntosh                             |  |  |       |  |  |                       |  |  |               |  |
|                                              |                      | Catherine Rose                  |                                            |  |  |       |  |  |                       |  |  |               |  |

## Opere
- Hons and Rebels aka Daughters and Rebels, 1960 (ed. ita. Figlie e ribelli, trad. di Ada Arduini, Milano, BUR Rizzoli, 2009. ISBN 978-88-17-03088-5)
- The American Way of Death, 1963 (ed. ita. Il sistema di morte americano, trad. di Elena Spagnol Vaccari, Milano, Rizzoli, 1964)
- The Trial of Dr. Spock, the Rev. William Sloane Coffin, Jr., Michael Ferber, Mitchel Goodman, and Marcus Raskin, Macdonald, 1969
- Kind and Usual Punishment: The Prison Business, Alfred A. Knopf, 1973
- A Fine Old Conflict, London: Michael Joseph, 1977
- The Making of a Muckraker, London: Michael Joseph, 1979
- Poison Penmanship: The Gentle Art of Muckraking, 1979
- Grace Had an English Heart: The Story of Grace Darling, Heroine and Victorian Superstar, E. P. Dutton & Co, 1988. ISBN 0-525-24672-X
- The American Way of Birth, 1992
- The American Way of Death Revisited, 1998
- Decca: The Letters of Jessica Mitford, edited by journalist Peter Y. Sussman. Alfred A. Knopf, 2006. ISBN 0-375-41032-5